# Střízlíkovec novokaledonský
Střízlíkovec novokaledonský (Gerygone flavolateralis) je drobný pěvec z rodu Gerygone (střízlíkovec) a čeledi střízlíkovcovití (Acanthizidae). Vyskytuje se pouze na Vanuatu a Nové Kaledonii. Na Nové Kaledonii je jediným výhradním hostitelem hnízdního parazita kukačky nádherné.

## Systematika
Druh poprvé vědecky popsal George Robert Gray v roce 1859. Tvoří 4 poddruhy:
- G. f. flavolateralis (Gray, GR, 1859) – Grande Terre (největší ostrov Nové Kaledonie) a Maré
- G. f. lifuensis (Sarasin, 1913) – Lifou
- G. f. rouxi (Sarasin, 1913) – Ouvéa
- G. f. correiae Mayr, 1931 – Vanua Lava, Gaua, Epi (Vanuatu)

## Popis
Jedná se o malého drobného pěvce s délkou těla kolem 10 cm a váhou 7,5 g. Hlava je olivově šedá, horní části jinak olivové. Peří na očních víčkách je bílé a zřetelné i při otevřených očích. Krk je do běla, boky a břicho citrusově žluté. Křídla a ocas jsou olivově hnědé, na ocasních perech po stranách ocasu jsou bílé tečky. Nedospělé jedince lze rozpoznat podle citronově žluté spodní části těla.

## Biologie
Střízlíkovci kaledonští tvoří monogamní páry, které spolu zahnízdí na tom samém teritoriu i po několik následujících hnízdních sezón. Po utvoření páru tráví samec a samice většinu času spolu. Jsou poměrně silně teritoriální.

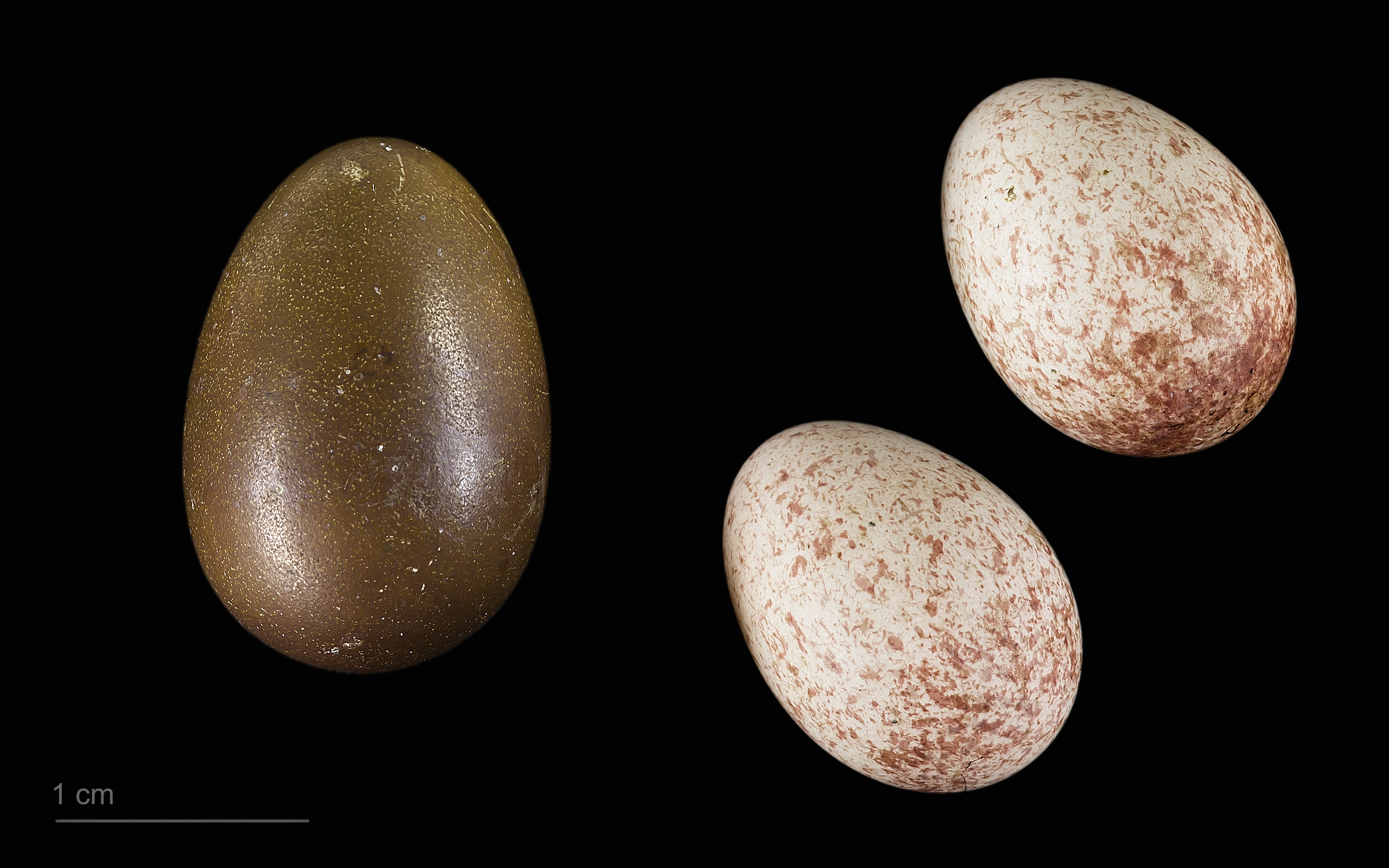
Vejce kukačky nádherné (vpravo) se dvěma vejci střízlíkovců novokaledonských

Staví si uzavřená hnízda z rostlinného materiálu umístěná na konci tenkých větviček stromů, kde jsou sice dobře chráněná proti pozemním predátorům, ke kterým patří krysy ostrovní a krysy obecné, avšak jsou dobře viditelná ptačím predátorům, ke kterým patří jestřábi novokaledonští a vrány novokaledonské. Průměrná snůška zahrnuje 2,1 vajec, inkubace trvá 18 dní. Ptáčata po narození zůstávají 14 dní na hnízdě. Mláďata se vyskytují ve dvou barevných variantách (morfách) kůže, a sice tmavé (tmavě šedá ptáčata) a světlé (narůžověle šedá). Potomstvo střízlíkovců pak může být monomorfní (všichni potomci – nejčastěji dva – jsou buď tmaví nebo světlí) nebo i polymorfní (jeden potomek je světlý, druhý tmavý). Polymorfní potomstvo je přitom u ptáků velice vzácné.
Podle studie z roku 2020, která sledovala 242 hnízd, byla hnízdní úspěšnost střízlíkovců pouze 19 % – u 13 % došlo k parazitaci kukačkami nádhernými, 45 % hnízd podlehlo ptačím predátorům, 6 % hnízd vyplenily krysy a další hnízda selhala z jiných důvodů.
Na Nové Kaledonii se jedná o výhradního hostitele kukačky nádherné subsp. layardi. Na rozdíl od jiných příbuzných druhů (např. střízlíkovec novozélandský) však u střízlíkovců novokaledonských často dochází k v vyhoštění vajec i mláďat kukaček z hnízda.

## Rozšíření a populace
Celková populace druhu není známa, nicméně jedná se o místně hojného ptáka. Druh patrně nic akutně neohrožuje, a tak jej IUCN hodnotí jako málo dotčený.
Na rozdíl od některých jiných malých druhů ptáků, střízlíkovce neohrožují krysy ostrovní, které byly na Novou Kaledonii zaneseny lidmi někdy kolem roku 1000 př. n. l. Dlouhé soužití střízlíkovců a krys naznačuje, že se střízlíkovci na přítomnost krys adaptovali – např. stavěním hnízd na konci tenkých větví, kam nemohou pozemní predátoři vyšplhat.